# Puya berteroniana
Puya alpestris subsp. zoellneri (antes conocida como Puya Berteroniana) es una especie de planta, perteneciente a las bromelíaceas. Originaria de los cordones montañosos de Chile. Comúnmente llamada "puya" ó "chagual".

## Descripción
Especie perenne que forma rosetas de hojas gris verdosas con márgenes espinosos. Presenta una inflorescencia en espiga que puede alcanzar los dos metros de altura, con flores verde azulosas.

## Cultivo
Tolera sequía y crece bien a pleno sol.

## Hábitat natural
Puede estar entre los 500 y los 2000 m s. n. m., común de encontrar en laderas de exposición norte en los cordones montañosos de la Cordillera de la Costa y la Cordillera de los Andes.

## Nombres comunes
Puya, chagual, cardón, magüey.

## Uso
Una de las primeras referencias que se tiene de Puya berteroniana y su uso por parte de los indígenas en Chile, data del año 1614, por el capitán español Alonso González de Nájera que en su libro Desengaño y reparo de la guerra del Reyno de Chile, hace mención a la extracción del néctar de las flores de esta especie para ser usada como miel.

Una yerba hay en aquella tierra de en medio de la cual nace un tallo ó ramo de altura de un codo, cuyo remate esta lleno de flores de un color verde semejante al cardenillo (color exquisito para flores) de forma de campanillas, las cuales vueltas a lo abierto arriba, están en su sazón llenas de miel, harto semejante á la de los panales, y no es tan poca la cantidad que tienen della; que en cierta ladera me sucedió, como de paso, destilar de algunos destos tallos en un plato buena parte de miel.
 Alonso González de Nájera,1614.